# Good King Bad
Good King Bad je trinajsti studijski album ameriškega džezovskega kitarista Georgea Bensona, ki je izšel leta 1976 pri zložbi CTI Records. Skladbe z albuma so bile posnete leta 1975.
Benson je leta 1976 za skladbo »Theme from Good King Bad« osvojil grammyja za najboljšo R&B instrumentalno izvedbo.

## Sprejem
Recenzor portala AllMusic, Richard S. Ginnel, je o albumu zapisal: »Elementi R&B so vse močnejši, zvok in miks sta vse bolj prilagojena plesišču, vse to pa odkriva Bensonovo funky plat. Zahvaljujoč bolj togem ritmu, Benson prilagaja svoj stil ritmičnim osnovam in ne igra not po naključnem vrstnem redu.«

## Seznam skladb
| Št.             | Naslov                                                                           | Pisec                     | Dolžina |
| --------------- | -------------------------------------------------------------------------------- | ------------------------- | ------- |
| 1.              | „Theme from Good King Bad‟                                                       | David Matthews            | 6:03    |
| 2.              | „One Rock Don't Make No Boulder‟                                                 | Matthews                  | 6:50    |
| 3.              | „Em‟                                                                             | Philip Manamworth         | 4:56    |
| 4.              | „Cast Your Fate to the Wind‟                                                     | Vince Guaraldi            | 7:00    |
| 5.              | „Siberian Workout‟                                                               | Matthews                  | 6:45    |
| 6.              | „Shell of a Man‟                                                                 | Eugene McDaniels          | 5:17    |
| 7.              | „Hold On! I'm Comin'‟ (bonus skladba na CD reizdaji; izšla na kompilaciji Space) | Issac Hayes, David Porter | 5:44    |
| Skupna dolžina: | Skupna dolžina:                                                                  | Skupna dolžina:           | 42:09   |

## Osebje

### Glasbeniki
- George Benson – kitara, vokal
- Eric Gale – kitara (1-5)
- Gary King – bas, aranžmaji (3, 6)
- Andy Newmark – bobni (1, 2, 4, 5)
- Steve Gadd – bobni (3)
- Dennis Davis – bobni (6)
- Sue Evans – tolkala
- David Friedman – vibrafon (1, 4, 6)
- Don Grolnick – clavinet (1, 2)
- Bobby Lyle – klaviature (1, 2, 4, 5)
- Roland Hanna – klaviature (3)
- Ronnie Foster – klaviature (6)
- Joe Farrell – flavta (1, 2, 4, 5)
- Romeo Penque – flavta (3, 6)
- David Tofani – flavta (3, 6)
- Randy Brecker – trobenta (1)
- Fred Wesley – trombon
- David Sanborn - altovski saksofon (1)
- Michael Brecker – tenorski saksofon (1)
- Frank Vicari – tenorski saksofon (1, 2, 4, 5)
- Ronnie Cuber – baritonski saksofon (1, 2, 4, 5)
- Max Ellen, Paul Gershman, Harry Glickman, Emanuel Green, Harold Kohon, David Nadien, John Pintavalle, Max Pollikoff – violina
- Harold Coletta, Theodore Israel – viola
- Charles McCracken, Alan Shulman – čelo
- David Matthews – aranžmaji
- Bob James – dirigent

### Produkcija
- Producent: Creed Taylor
- Inženir: Rudy Van Greer
- Oblikovanje: Rene Schumacher
- Fotografija: Pete Turner
- Notranje opombe: Leonard Feather